# Yllenus kononenkoi
Yllenus kononenkoi es una especie de araña saltarina del género Yllenus, familia Salticidae. Fue descrita científicamente por Logunov & Marusik en 2003.
Habita en Kirguistán.